# Рябець Богдан Анатолійович
Богдан Анатолійович Рябець (нар. 1 листопада 1991) — український футболіст, нападник краматорського «Авангарда».

## Життєпис
Футбольний шлях розпочав у 2004 році в складі молодіжної академії донецького «Шахтаря», кольори якої захищав до 2006 року. Того ж року перейшов до молодіжної академії іншої донецької команди, «Металурга».
З 2013 по 2016 роки виступав в командах «УСК-Рубін» (Донецьк), «Шахтар» (Родинське), «Легіон» (Київ) та «Случ» (Старокостянтинів). У складі останньої команди в чемпіонаті Хмельницької області зіграв 17 матчів, в яких відзначився 20-ма голами.
Висока результативність нападника привернула до нього увагу краматорського «Авангарда» й 3 березня 2017 року він на правах вільного агента приєднався до команди. Дебютував у складі краматорського клубу 14 квітня 2017 року в нічийному (0:0) виїзному поєдинку 25-го туру першої ліги чемпіонату України проти ПФК «Сум». Богдан вийшов на поле на 89-ій хвилині, замінивши Марата Даудова.